# James Meredith (fotbalist)
James Gregory Meredith (n. 4 aprilie 1988, Albury, Australia) este un fotbalist australian care evoluează în prezent la Bradford City în Anglia.